# Motyxia sequoiae
Motyxia sequoiae är en mångfotingart som först beskrevs av Loomis och Davenport 1951.  Motyxia sequoiae ingår i släktet Motyxia och familjen Xystodesmidae. Inga underarter finns listade i Catalogue of Life.